# خورخي مورا
خورخي مورا (بالإسبانية: Jorge Armando Mora)‏ هو لاعب كرة قدم مكسيكي، ولد في 16 يناير 1991 في غوادالاخارا في المكسيك. لعب مع نادي جامعة غوادالاخارا ونادي غوادالاخارا.

## وصلات خارجية
- خورخي مورا على موقع قاعدة بيانات كرة القدم.إي يو (الإنجليزية)
- خورخي مورا على موقع Soccerway.com (الإنجليزية)